# Feigneux
Feigneux település Franciaországban, Oise megyében. Lakosainak száma 451 fő (2022. január 1.). Feigneux Béthancourt-en-Valois, Crépy-en-Valois, Fresnoy-la-Rivière, Gilocourt, Morienval, Russy-Bémont és Séry-Magneval községekkel határos.

## Népesség
A település népességének változása:
| Lakosok száma | 452  | 447  | 451  | 427  | 427  | 424  | 422  | 436  | 451  |
|               | 2013 | 2015 | 2016 | 2017 | 2018 | 2019 | 2020 | 2021 | 2022 |